# Kathleen Curtis
Pour les articles homonymes, voir Curtis.
Kathleen Maisey Curtis, Lady Rigg (15 août 1892 – 5 septembre 1994) est une mycologue néo-zélandaise considérée comme la fondatrice de la pathologie végétale dans son pays.

## Premières années et éducation
Kathleen Maisey Curtis est née à Foxton, Nouvelle-Zélande le 15 août 1892. Elle suit les cours à la Lyttelton West School de 1899 à 1902, puis entre à la Auckland Girls' Grammar School (en). Elle entre ensuite à l’Université d’Auckland, où elle obtient en 1914 sa licence en botanique. En 1915, elle termine son master en botanique, qu’elle obtient avec mention. Elle reçoit le prix « 1851 Exhibition » pour son excellence universitaire, ainsi qu’un prix de la compagnie maritime Orient Steam, qui finance son voyage à l’Imperial College London en 1915.
En 1919, elle devient la première Néo-Zélandaise à obtenir un doctorat en science. Ses travaux de thèse, menés à l’Imperial College London, portent sur la galle verruqueuse, une maladie infectieuse de la pomme de terre. Elle reçoit la médaille Huxley pour ces travaux, considérés comme l’une des contributions majeures en mycologie,.

## Carrière académique
Kathleen Curtis est une membre fondatrice de l’Institut Cawthron, au sein duquel elle réalisera l’ensemble de sa carrière. Elle rejoint le département de biologie comme mycologue en avril 1920. En 1928, elle est promue à la tête du tout nouveau département de mycologie et en 1929, elle se rend à la Conférence Impériale de Mycologie à Londres. Ses contributions universitaires sont reconnues lors de son élection en 1936 comme compagnon de la société royale de mycologie de Nouvelle-Zélande. Elle est la première femme à recevoir cette distinction. Elle est également élue compagnon de la Société Linnéenne de Londres pour ses contributions en botanique.
Entre 1921 et 1952, Kathleen Curtis publie 27 publications scientifiques en mycologie et pathologie végétale. Elle décrit notamment la vesse de loup Claustula fisheri en 1926. Ses travaux sur la tavelure du pommier (Venturia inaequalis) sont particulièrement important. Elle est la première scientifique en Nouvelle-Zélande à s’intéresser à la résistance des plantes face aux maladies.
Kathleen Curtis prend sa retraite en 1952.

## Fin de vie et décès
En 1966, Kathleen Curtis épouse Sir Theodore Rigg (en), un chimiste spécialiste d’agriculture. Il décède en 1972.
En 1994, Colin Allen, une jeune étudiante en thèse peint un portait de Kathleen Curtis. Celui-ci est visible au quartier général de la Société Royale Néo-Zélandaise à Wellington.
À la suite du décès de Kathleen Curtis le 5 septembre 1994, un service funéraire est tenu à l’église de St Barnabas de Stoke. Ses cendres sont dispersées dans le cimetière de Marsden Valley.